# West Coast Customs
West Coast Customs — компания, занимающаяся тюнингом автомобилей. Основана в 1993 году Райаном Фридлингхаусом, взявшего заём у своего деда Джарета Фридлингхауса. Она была расположена в Лос-Анджелесе, но позже переехала в Корону, штат Калифорния.
West Coast Customs имеют франчайзы в Мексике, Дубае, Малайзии, России и Японии. Новые магазины планируются в Канаде, Южной Африке и Австралии.
С Недавних пор франчайз в Германии был закрыт.
Компания фигурировала в шоу «Тачку на прокачку».